# 에너지엑스 DY빌딩

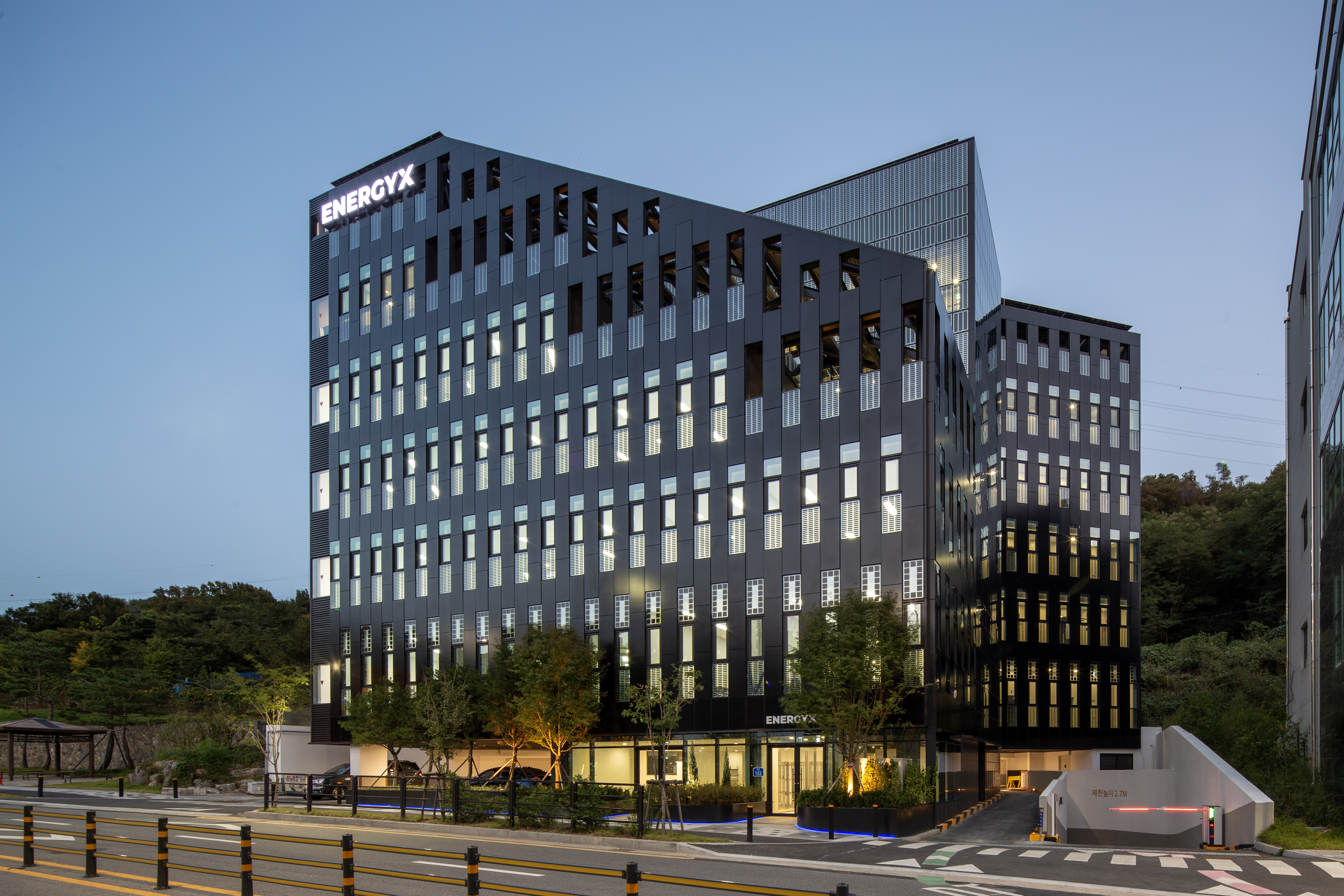
에너지엑스 DY 빌딩 전경

에너지엑스 DY빌딩(영어: EnergyX DY-Building) 은 경기 경기도 고양시 덕양구 향기로 152에 위치한 제로에너지빌딩으로 연면적 992평(3274.87㎡), 7층 규모의 근린생활시설 건물이다. DY빌딩은 'Dynamic Yield'를 딴 이름으로 최고로 에너지 효율적이면서 친환경적인 건물을 뜻한다고 한다.
설계 초기부터 PEB (Plus Energy Building) 를 구현하기 위해 패시브 디자인, 액티브 시스템 분야에서 에너지 요구량 및 소요량을 최소화하였고, 신재생에너지 분야에서 에너지 생산량을 최대화 할 수 있는 방안을 계획하였다.
그 결과 에너지엑스 DY빌딩은 에너지 자립률 129.59%를 달성하여, 소비하는 에너지보다 더 많은 에너지를 생산하는 건축물이 되었다.
이러한 뛰어난 에너지 성능으로 인해 ‘작은 발전소’라는 별칭을 얻었으며, 세계 최초로 공식 인증된 플러스 에너지 빌딩(Plus Energy Building)으로 인정받았다.
또한 대한민국 정부에서 부여 가능한 최고 수준의 제로에너지건축물(ZEB) 인증을 획득했으며, 이는 일반적인 1등급을 초과하는 플러스(+) 등급으로 분류되는 특별한 등급이다.

## 적용기술

### 패시브 디자인 (Passive Design)
패시브 디자인은 건물 배치 및  형태 계획, 외피 단열 계획을 통해 건물에너지부하를 줄여 에너지요구량(난방, 냉방, 급탕, 환기, 조명)을 최소화하는 단계다. 에너지요구량은 건물의 형태, 방위, 창면적비, 자재 특성 등과 같은 건축요소 자체의 에너지 성능을 의미한다.
에너지엑스 DY빌딩의 에너지 요구량을 최소화하기 위하여 고성능의 단열 및 창호 성능이 적용되었다. 외벽의 단열 성능은 0.152W/m2.K로 ‘건축물의 에너지절약설계기준의 중부 2지역 기준’ 0.240W/m2.K 대비 37% 높은 성능을 적용하였다. 또 42mm 로이삼중 유리를 적용하여 일사에너지 투과율, 창호 열관류율 등 일사 영향을 최소화하였다.

### 액티브 시스템 (Active System)
액티브 시스템은 실내를 쾌적하게 유지하기 위해 요구되는 부하(냉방, 난방, 급탕, 조명, 환기)를 처리하기 위한 기계, 전기설비 설계 단계를 말한다.
에너지엑서 DY빌딩의 냉방 및 난방 열원은 전기히트펌프(EHP), 급탕 열원은 전기온수기로 구성되었다. EHP는 총 11대가 설치되었으며, COP의 평균은 냉방 3.54, 난방 3.72로 에너지소비효율 1등급 제품을 적용하였다. 건물의 실내공기질 향상과 쾌적성을 높이기 위해 환기 시스템을 도입하였으며, 각 존(Zone)에 총 39대의 전열교환기를 설치하였다. 그리고 에너지 소요량 절감을 고려하여 최소 유효전열교환 효율을 냉방은 50% 이상, 난방은 70% 이상인 제품을 적용하였다. 각 존(Zone)의 LED 조명은 고효율에너지기자재 인증을 받은 제품을 선정하였으며, 운영 에너지 절감을 고려하여 조명 제어장치를 설치하고 건물에너지관리시스템(BEMS)과 연동하였다. 또한, 조명 제어장치는 실내 LED 조명기기 조도를 3단계로 제어할 수 있도록 설정하였다.

### 일반 태양광 모듈
옥상과 지붕 경사에 신재생에너지 중 가장 경제적인 PV 모듈이 배치되었다. 본 건물에는 옥상 면적에 수평으로 64kW, 지붕 경사에 18kW로 총 82kW의 PV 모듈이 설치되었다.

### 건물일체형 태양광 시스템 (BIPV)
에너지 자립률 달성을 위해서는 단순히 건물 입면의 가능한 모든 공간에 태양광 부착을 해 버리는게 쉽지만 그럴 경우 건물의 디자인은 망가지게 된다. 이를 위해 생겨난 것이 태양전지 모듈 자체가 곧 건물 외장재로 기존 건축물의 마감재를 대체하면서 전기를 발전하는 건물일체형 태양광 발전 시스템이다.
| 구분                   | 도입 위치                 | 면적(m²) | 용량(kW) |
| ---------------------- | ------------------------- | -------- | -------- |
| PV                     | 옥상 수평면               | 298.98   | 64.00    |
| PV                     | 지붕 경사면               | 85.42    | 18.00    |
| BIPV                   | 입면 (서, 남, 남서, 남동) | 1,062.54 | 112,918  |
| 합계                   | 합계                      | 1,446.94 | 194.918  |
| ZEB 본인증 최종 자립률 | ZEB 본인증 최종 자립률    | 129.59%  | 129.59%  |

## 기록
- 세계 최초로 인증을 받은 플러스 에너지빌딩
- 건축물에너지효율 1+++등급 취득
- 에너지 자립률 129.59% 달성
- 탄소중립건축인증 ZCB 인증 1등급 취득